# Belagerung von Charleroi (1667)

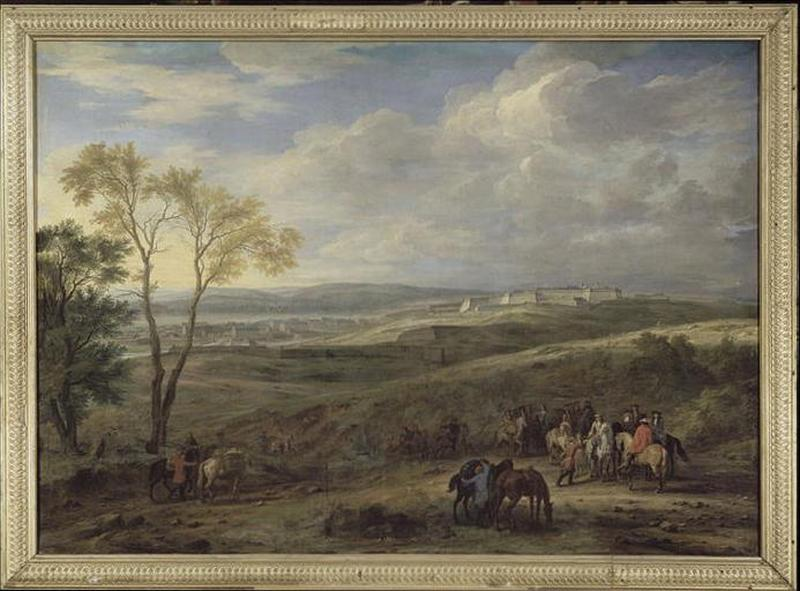
Die Eroberung von Charleroi – 12. Juni 1667, Gemälde von Adam Frans van der Meulen

Die Belagerung von Charleroi im Jahr 1667 ist eine Episode aus dem Devolutionskrieg. Die Stadt Charleroi, die sich auf Basis des Pyrenäenvertrags von 1659 in den Spanischen Niederlanden befand, wurde drei Tage von Turennes Armeen belagert, bevor sie sich ergab.

## Kontext

### Der Bau der Festung Charleroi
Durch den Pyrenäenvertrag von 1659 wurde die Grenze zwischen Frankreich und den spanischen Niederlanden geändert. Mehrere Festungsplätze wurden französisch und hinterließen zwischen Mons und Namur einen breiten, unverteidigten Korridor in Richtung Brüssel.
Der Marquês Francisco de Castel Rodrigo, der 1664 Gouverneur der Niederlande wurde, wollte die militärischen Verteidigungsanlagen ausbauen. Das Dorf Charnoy am Fluss Sambre war einer der wenigen Orte, die sich für die Errichtung einer Festung eigneten und zur Grafschaft Namur (also zu den Niederlanden) gehörten. Charnoy machte Platz für Charleroy, das nach Karl II., dem König von Spanien und den Niederlanden, benannt wurde.
Der Bau der neuen Festung begann Mitte September 1666. Gleich zu Beginn des Baus beschloss Ludwig XIV., informiert durch Spione, Charleroy einzunehmen. Angesichts der Bedrohung erwägte Castel Rodrigo, die Festung, die 28 % der durchschnittlichen Einnahmen der Jahre 1665 bis 1667 gekostet hatte, aufzugeben und sogar abzureißen. Die letzten spanischen Soldaten verließen den Ort am 27. Mai 1667.

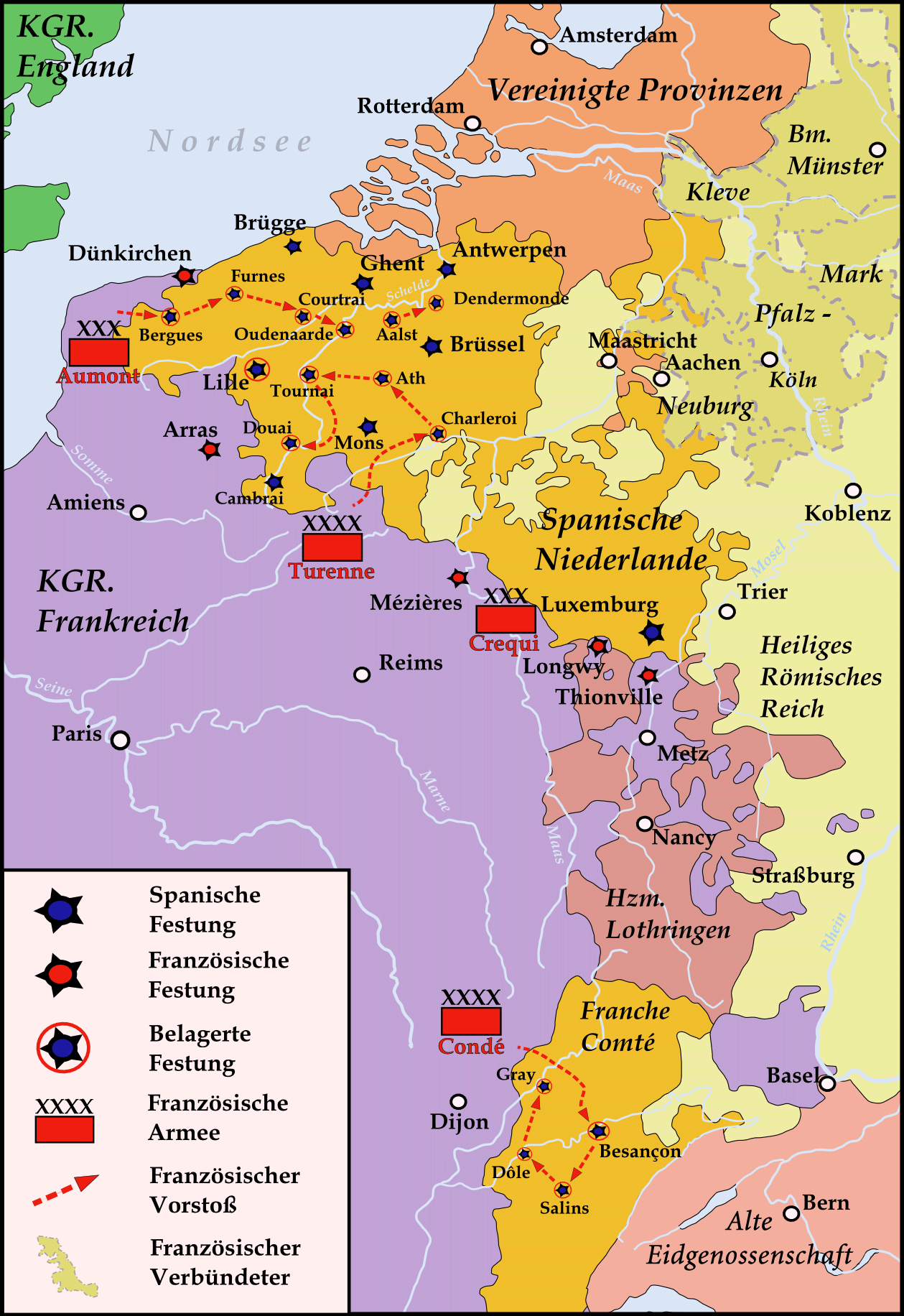
Karte des Kriegverlaufs

### Der Vormarsch der französischen Truppen zu Beginn des Konflikts
Innerhalb von vier Tagen konnten 51.000 Soldaten zwischen Charleville-Mézières und dem Meer zusammengezogen werden. Nachdem die 35.000 Mann starke Hauptarmee am 16. Mai 1667 Paris verlassen hatte, marschierte sie unter der Führung des Königs selbst, der von Marschall Turenne, begleitet wurde. Zu ihrer Linken rückte das Korps von Marschall Marschall Aumont entlang der Kanalküste vor. Ein drittes Korps unter dem Befehl von Generalleutnant François de Créquy schützte die Hauptarmee an ihrer rechten Flanke. Am 24. Mai 1667 gingen die drei Korps zum Angriff über und marschierten gemeinsam in spanisches Gebiet ein. Der massive Vorstoß sollte die zahlenmäßige Überlegenheit der Franzosen sichern und verhindern, dass sich der Gegner auf eine einzige Kolonne konzentrierte.

Handschriftliche Zeichnung zur Belagerung von Charleroi, 31. Dezember 1667

Da die Spanischen Niederlande schlecht auf einen Belagerungszustand vorbereitet waren, stellte ihr Gouverneur Marquês de Castel Rodrigo eine Feldarmee zusammen, indem er eine Miliz und die wenigen spanischen Truppen, die er befehligte, vereinte.
Frankreich, das seit dem 26. Januar 1666 auch an einer anderen Front, der Nordsee, kämpfte, wollte sich nun von dort lösen, um seine Truppen zu sammeln und sie gegen die Spanischen Niederlande zu massieren. Auf dem Festland standen die drei Armeekorps des Königs dicht beieinander.

### Eine Belagerung von drei Tagen
Das erste Ziel war die Festung Charleroi an der Sambre, einer natürlichen Grenze, die den Norden und den Süden der spanischen Besitzungen voneinander abgrenzte.
Am 31. Mai fanden die Franzosen unter dem Kommando von Turenne eine trostlose Landschaft vor. Die kleine Armee des Marquis de Castel-Rodrigo versuchte, der französischen Belagerung Widerstand entgegenzusetzen, was ihr jedoch kaum gelang, vor allem nachdem die französische Armee die Befestigungen, die die Festung schützten, zerstört hatte.
Maréchal de Turenne eroberte Charleroi am 2. Juni 1667. Ludwig XIV. zog noch am selben Tag in die Stadt ein und befahl den Wiederaufbau. Die Ingenieurbauwerke waren zu diesem Zeitpunkt perfekt und wurden von Thomas de Choisy erweitert, wobei Vauban einige Hinweise für die Demi-lunes im Norden und in der Unterstadt gibt.
Im Frieden von Aachen wurde Charleroi Frankreich zugesprochen und Ludwig XIV. gewährte den Bewohnern der neuen Stadt Privilegien (kostenlos zur Verfügung gestelltes Land, Bauprämien usw.), um die Stadt zu entwickeln.